# Vom Stadtpark die Laternen
Vom Stadtpark die Laternen ist der Titel eines Schlagers, der im Original von dem Gesangsduo Gitte und Rex Gildo gesungen wurde. Er wurde von Heinz Gietz komponiert und von Kurt Feltz getextet. Das Lied wurde 1963 Nummer eins in den deutschen Hitparaden.

## Originalversion

### Personen
Heinz Gietz (1924–1989) komponierte den Titel als Foxtrott. Er war bereits bekannt geworden durch seine Filmmusik für den Musikfilm Liebe, Tanz und 1000 Schlager und die Single Steig in das Traumboot der Liebe mit Caterina Valente. Der Texter Kurt Feltz (1910–1982), den eine jahrelange Zusammenarbeit mit Gietz verband, konnte bereits auf eine umfangreiche Liste mit Nummer-eins-Hits verweisen. Zuletzt hatte er den Text zu Connie Francis’ Nummer-eins-Erfolg Barcarole in der Nacht geliefert. Das Gesangsduo Gitte (* 1946) und Rex Gildo (1936–1999) war von der Plattenfirma Electrola gegründet worden, als der Norddeutsche Rundfunk 1963 für eine Fernsehshow mit der jungen dänischen Sängerin einen Partner gesucht hatte. Während Gitte in ihrer Heimat bereits eine Karriere als Kinderstar absolviert hatte, in Deutschland aber trotz mehrerer Schallplattenaufnahmen den Durchbruch noch nicht geschafft hatte, konnte Rex Gildo schon auf eine Reihe von Plattenerfolgen zurückblicken. Er hatte mit Speedy Gonzales gerade auf Platz eins der deutschen Hitparaden gelegen.

### Text
Nachdem beide Interpreten festgestellt haben, dass man sich tief in die Herzen sehen kann, wenn im Stadtpark die Laternen verlöschen, tauschen sie sich darüber aus, dass Gittes Mutter vor den schnellen Schwüren der Männer gewarnt hat und die Freunde von Rex blöd sind, weil sie nicht verstehen können, dass ihm Gitte gefällt. Trotzdem stellen sie fest, dass es schön ist, wenn für verliebte junge Leute am Abend am Himmelszelt tausend Sterne stehen.

### Produktion
Der Titel Vom Stadtpark die Laternen wurde am 24. April 1963 um 19.00 Uhr im Electrola Studio im Kölner Maarweg unter der Leitung von Heinz Gietz aufgenommen. Er war von der Plattenfirma als A-Seiten-Titel für die Single mit der Katalognummer 22418 vorgesehen. Als B-Seite wurde das Lied Hey-Hey, olé gepresst, das Gitte und Rex Gildo bereits am 4. April aufgenommen hatten. Obwohl die letzten Singles sowohl von Gitte wie auch von Rex Gildo unter dem Label Electrola veröffentlicht worden waren, wurde die Duettplatte auf dem Schwesterlabel Columbia herausgebracht. Die Schallplatte kam erst Ende August 1963 in die deutschen Schallplattenläden, da zuvor Gitte mit Ich will ’nen Cowboy als Mann und Rex Gildo mit Zwei blaue Vergißmeinnicht erfolgreich in den Hitparaden gelaufen waren.

### Erfolge
Vom Stadtpark die Laternen wurde zuerst in der Hit-Parade in der Ausgabe vom 20. September 1963 der Musikzeitschrift Musikmarkt auf Platz 43 erwähnt. Nachdem der Titel danach in der letzten Septemberwoche in den deutschen Radio-Hitparaden erschienen war, meldete zuletzt das Jugendmagazin Bravo das Lied in seiner Hitliste Musicbox vom 22. Oktober auf dem 12. Rang. Im November schließlich lag das Duett Gitte und Rex Gildo in beiden Printmedien an der Spitze. Im Rundfunk kam Vom Stadtpark die Laternen lediglich in Bayern auf den ersten Platz.

## Coverversionen
Eine zeitnah gesungene Coverversion des Gietz/Feltz-Titels ist nur von dem Duo Gregory Twins bekannt. Sie wurde ebenfalls 1963 von dem bayerischen Billiglabel Tempo produziert. Dort wurde der Liedtitel leicht abgewandelt in Im Stadtpark die Laternen umbenannt. Auch die Instrumentalmusiker Will Glahé (Decca, 1964) und Fritz Schulz-Reichel (Der schräge Otto: Die Beschwipste Hit-Parade, LP Polydor) veröffentlichten den Titel. Ireen Sheer singt auf ihrer gleichnamigen Compact Disc von 2006 Vom Stadtpark die Laternen ebenfalls im Duett mit Rex Gildo.